# Alan Pinheiro
Alan Lopes Pinheiro (アラン・ピニェイロ, sinh ngày 13 tháng 5 năm 1992) là một cầu thủ bóng đá người Brasil. Hiện tại anh thi đấu cho câu lạc bộ tại J2 League Tokyo Verdy ở vị trí tiền đạo.

## Thống kê câu lạc bộ
Cập nhật đến ngày 23 tháng 2 năm 2018.
| Thành tích câu lạc bộ | Thành tích câu lạc bộ | Thành tích câu lạc bộ | Giải vô địch | Giải vô địch | Cúp                   | Cúp                   | Cúp Liên đoàn | Cúp Liên đoàn | Tổng cộng | Tổng cộng |
| Mùa giải              | Câu lạc bộ            | Giải vô địch          | Số trận      | Bàn thắng    | Số trận               | Bàn thắng             | Số trận       | Bàn thắng     | Số trận   | Bàn thắng |
| Nhật Bản              | Nhật Bản              | Nhật Bản              | Giải vô địch | Giải vô địch | Cúp Hoàng đế Nhật Bản | Cúp Hoàng đế Nhật Bản | J. League Cup | J. League Cup | Tổng cộng | Tổng cộng |
| --------------------- | --------------------- | --------------------- | ------------ | ------------ | --------------------- | --------------------- | ------------- | ------------- | --------- | --------- |
| 2013                  | Kawasaki Frontale     | J1 League             | 10           | 0            | 2                     | 2                     | 2             | 0             | 14        | 2         |
| 2015                  | Tokyo Verdy           | J2 League             | 31           | 3            | 2                     | 1                     | –             | –             | 33        | 4         |
| 2016                  | Tokyo Verdy           | J2 League             | 25           | 3            | 2                     | 0                     | –             | –             | 27        | 3         |
| 2017                  | Tokyo Verdy           | J2 League             | 39           | 17           | 0                     | 0                     | –             | –             | 39        | 17        |
| Tổng                  | Tổng                  | Tổng                  | 115          | 23           | 6                     | 3                     | 2             | 0             | 123       | 26        |

## Danh hiệu
Esporte Clube Vitória
- Campeonato Baiano (1): 2013
- Campeonato Baiano Á quân (1): 2012

Copa do Brasil Sub-20 (1)